# Kecamatan Pulaulaut Selatan
Kecamatan Pulaulaut Selatan är ett distrikt i Indonesien.   Det ligger i provinsen Kalimantan Selatan, i den centrala delen av landet, 1 100 km öster om huvudstaden Jakarta. Kecamatan Pulaulaut Selatan ligger på ön Pulau Laut.